# Aron Dønnum
Aron Dønnum (Eidsvoll, 1998. április 20. –) norvég válogatott labdarúgó, a belga Standard Liège csatárja.

## Pályafutása

### Klubcsapatokban
Aron Dønnum Eidsvoll községben született, ott is kezdte el a junior pályafutását az Eidsvold Turn csapatánál, majd a Vålerenga csapatához került. 
2017-ben mutatkozott be a Vålerenga felnőtt csapatában. Először a 2017. július 17-ei, Kristiansund elleni mérkőzésen lépett pályára. A 2018-as szezonban egy fél idényig a HamKam csapatában játszott. 2021-ben négy éves szerződést írt alá a belga első osztályban szereplő Standard Liège klubjával. 2022. március 30-án egy félévre kölcsönben visszatért a Vålerenga együtteséhez.

### A válogatottban
2019-ben tagja volt a norvég U21-es válogatottnak. 
2021-ben debütált a norvég válogatottban. Először a 2021. június 2-ai, Luxemburg elleni barátságos mérkőzésen lépett pályára, Jens Petter Hauge cseréjeként a 64. percben.  Dønnum pályára lépett még a 2021. szeptember 7-ei Gibraltár elleni VB-selejtezőn, ahol szintén csereként a 63. percben váltotta Patrick Berget.

## Statisztikák
2023. június 3. szerint
| Klub                   | Szezon   | Osztály        | Bajnokság | Bajnokság | Kupa  | Kupa | Nemzetközi | Nemzetközi | Összesen | Összesen |
| Klub                   | Szezon   | Osztály        | Meccs     | Gól       | Meccs | Gól  | Meccs      | Gól        | Meccs    | Gól      |
| ---------------------- | -------- | -------------- | --------- | --------- | ----- | ---- | ---------- | ---------- | -------- | -------- |
| Vålerenga              | 2017     | Eliteserien    | 7         | 0         | 2     | 1    | 0          | 0          | 9        | 1        |
| Vålerenga              | 2018     | Eliteserien    | 8         | 0         | 1     | 0    | 0          | 0          | 9        | 0        |
| Vålerenga              | 2019     | Eliteserien    | 24        | 6         | 3     | 1    | 0          | 0          | 27       | 7        |
| Vålerenga              | 2020     | Eliteserien    | 26        | 8         | 0     | 0    | 0          | 0          | 26       | 8        |
| Vålerenga              | 2021     | Eliteserien    | 10        | 6         | 0     | 0    | 0          | 0          | 10       | 6        |
| Vålerenga              | Összesen | Összesen       | 75        | 20        | 6     | 2    | 0          | 0          | 81       | 22       |
| HamKam (kölcsönben)    | 2018     | divisjon 1.    | 15        | 1         | 4     | 0    | 0          | 0          | 19       | 1        |
| Standard Liège         | 2021–22  | Jupiler League | 25        | 2         | 3     | 1    | 0          | 0          | 28       | 3        |
| Standard Liège         | 2022–23  | Jupiler League | 39        | 3         | 2     | 0    | 0          | 0          | 41       | 3        |
| Standard Liège         | Összesen | Összesen       | 64        | 5         | 5     | 1    | 0          | 0          | 69       | 6        |
| Vålerenga (kölcsönben) | 2022     | Eliteserien    | 11        | 2         | 2     | 3    | 0          | 0          | 13       | 5        |
| Összesen               | Összesen | Összesen       | 165       | 28        | 17    | 6    | 0          | 0          | 182      | 34       |